# Юліус Фіхтер
Юліус Фіхтер (Julius Fichter; 9 листопада 1891, Біллінггайн — 13 грудня 1918, Грауденц) — німецький льотчик-ас, лейтенант Імперської армії.

## Біографія
Коли почалася Перша світова війна, був призваний до польового артилерійського полку № 14, в якому був записаний з 1913 року. Протягом року служив у складі цього полку у Франції та Росії.
1 лютого 1916 року перейшов в авіацію, розпочав льотну підготовку. 9 липня 1916 року був направлений у 29-ту бойову ескадрилью 5-ї бойової групи. 1 вересня 1916 року отримав призначення у 26-й винищувальній ескадрильї. 11 листопада 1916 року почав навчатися на винищувачі. Наприкінці листопада 1916 року призначений в саксонську 22-гу винищувальун ескадрилью, де залишався до січня 1918 року. 27 січня 1918 року прийняв командування над 67-ю винищувальною ескадрильєю. Всього за час бойових дій здобув 7 перемог.
Помер від іспанського грипу. Похований у Карлсруе.

## Звання
- Унтерофіцер (27 вересня 1914)
- Віцефельдфебель (17 березня 1915)
- Лейтенант (30 липня 1915)

## Нагороди
- Залізний хрест 2-го і 1-го класу